# Hästholmens naturreservat
Hästholmens naturreservat är ett naturreservat i Värmdö kommun i Stockholms län.
Området är naturskyddat sedan 1968 och är 3,4 hektar stort. Reservatet omfattar dels nordöstra udden av Hästholmen samt ett litet skär utanför som benämns Alkläppen, och dels fyra små kobbar i sydväst: Grötskär, Liljekonvaljeholmen, Trylkobben och Knipkobben. De senare är även fågelskyddsområde med tillträdesförbud periodvis under våren och sommarenoch några andra små öar.. Reservatet består av klippor och hällmark med några få låga träd.